# Любище (Ленинградская область)
Любище — деревня в Ям-Тёсовском сельском поселении Лужского района Ленинградской области.

## История
Впервые упоминается в Писцовой книге Водской пятины 1500 года, как деревня Любишие в Климентовском Тёсовском погосте Новгородского уезда.

ЛЮБИЩЕ — деревня при реке Тесове. Замостьского сельского общества, прихода села Флоровского.
 
Крестьянских дворов — 29. Строений — 128, в том числе жилых — 25. Водяная мельница. Питейный дом.

Число жителей по семейным спискам 1879 г.: 39 м. п., 43 ж. п.; по приходским сведениям 1879 г.: 45 м. п., 47 ж. п.; (1884 год)

В конце XIX — начале XX века деревня административно относилась к Тёсовской волости 5-го земского участка 3-го стана Новгородского уезда Новгородской губернии.

ЛЮБИЩЕ — деревня Замостьского сельского общества, дворов — 24, жилых домов — 24, число жителей: 57 м. п., 61 ж. п. 

Занятия жителей — земледелие, выпас телят. Хлебозапасный магазин, водяная мельница, мелочная лавка. (1907 год)

В начале XX века близ деревни находилась сопка.
Согласно карте из «Исторического атласа Санкт-Петербургской Губернии» 1915 года деревня называлась Любищо и насчитывала 25 крестьянских дворов.
С 1917 по 1927 год деревня Любище входила в состав Тёсовской волости Новгородского уезда Новгородской губернии.
С 1927 года, в составе Волосковского сельсовета Оредежского района.
В 1928 году население деревни Любище составляло 125 человек.
По данным 1933 года деревня Любище входила в состав Волосковского сельсовета Оредежского района.
C 1 августа 1941 года по 31 января 1944 года деревня находилась в оккупации.
С 1959 года, в составе Лужского района.
В 1965 году население деревни Любище составляло 32 человека.
По данным 1966 и 1973 годов деревня Любище также входила в состав Волосковского сельсовета Лужского района.
По данным 1990 года деревня Любище входила в состав Ям-Тёсовского сельсовета.
В 1997 году в деревне Любище Ям-Тёсовской волости проживали 17 человек, в 2002 году — 11 человек (русские — 91 %).
В 2007 году в деревне Любище Ям-Тёсовского СП проживали 11 человек, в 2010 году — 12, в 2013 году — 13.

## География
Деревня расположена в восточной части района на автодороге 41К-662 (Оредеж — Тёсово-4 — Чолово).
Расстояние до административного центра поселения — 13 км.
Расстояние до ближайшей железнодорожной станции Чолово — 20 км. 
Деревня расположена на левом берегу реки Тёсова.

## Демография
| 1879 | 1909 | 1928 | 1965 | 1997 | 2007 | 2010 |
| ---- | ---- | ---- | ---- | ---- | ---- | ---- |
| 82   | ↗118 | ↗125 | ↘32  | ↘17  | ↘11  | ↗12  |
| 2013 | 2017 |      |      |      |      |      |
| ↗13  | ↘9   |      |      |      |      |      |

## Улицы
Центральная.